# ليانوفيرغي
ليانوفيرغي (باليونانية: Λιανοβέργι)‏ هي مدينة في إيماثيا في مقاطعة فوريا إلادا في اليونان. أصبحت جزءا من بلدية ألكساندريا بعد الإصلاحات الحكومية في اليونان عام 2011.
يبلغ عدد سكانها حوالي 1702 نسمة.